# Theilenhofen
Theilenhofen är en kommun och ort i Landkreis Weißenburg-Gunzenhausen i Regierungsbezirk Mittelfranken i förbundslandet Bayern i Tyskland.
Kommunen ingår i kommunalförbundet Gunzenhausen tillsammans med köpingen Absberg och kommunerna Haundorf och Pfofeld.